# 피에스터
피에스터(Piastre)는 통화 화폐의 수이다. 얇은 금속판을 의미하는 이탈리아어가 기원이다. 이 이름은 16세기 레반트의 스페인계과 히스패닉계 미국의 스페인 달러, 페소, 베네치아 무역인에게 적용되었다.

## 하부 단위
- 1⁄100의 이집트 파운드
- 1⁄100의 요르단 디나르
- 1⁄100의 레바논 파운드
- 1⁄100의 리비아 파운드
- 1⁄100의 남수단 파운드
- 1⁄100의 수단 파운드
- 1⁄100의 시리아 파운드
- 1⁄100의 튀르키예 리라
- 1⁄100의 키프로스 파운드